# Les Adjots
Les Adjots est une commune du Sud-Ouest de la France, située dans le département de la Charente (région Nouvelle-Aquitaine).
Ses habitants sont appelés les Adjotois et les Adjotoises.

## Géographie

### Localisation et accès
Les Adjots est une commune située au nord du département de la Charente. Elle est à la fois limitrophe des départements voisins des Deux-Sèvres (au nord-ouest) et de la Vienne (au nord-est).
Traversée par la N 10 à l'ouest du village et la voie de chemin de fer à l'est, Les Adjots se trouvait sur la route de Paris à Bordeaux, comme l'atteste la planche 28 de l'Atlas de Trudaine.
Les routes départementales D 176 puis D 306 puis D 8 permettent de rejoindre Ruffec à 8,5 km au sud.
La ligne de chemin de fer Paris-Austerlitz à Bordeaux-Saint-Jean passe à la limite est de la commune. Ruffec est la gare la plus proche.
La N 10 permet aussi de rejoindre Ruffec, Angoulême la préfecture à 47 km au sud et Poitiers à 57 km au nord.

### Hameaux et lieux-dits
Au nord-ouest du bourg des Adjots, Chez Branger est le hameau le plus important de la commune. Il est situé sur l'ancienne N 10. Au nord du bourg, on trouve aussi Chez Chagnaud et Chez Machet et au sud la Cour, les Robins et les Loges. Enfin au sud-ouest, le hameau de la Batarderie est séparé du reste de la commune par la N 10.

### Communes limitrophes
| Montalembert (Deux-Sèvres) | Voulême (Vienne) |             |
| Saint-Martin-du-Clocher    | des Adjots       | Taizé-Aizie |
| Bernac                     | Ruffec           |             |

### Géologie et relief
Géologiquement, la commune est dans le calcaire du Jurassique du Bassin aquitain, comme tout le Nord-Charente. Le Bathonien apparaît sur une petite zone à l'est du bourg, mais le plateau est toutefois recouvert par des altérites sous forme d'argile rouge à silex, et localement par de l'argile à pisolithes de fer au sud du bourg,,.
Le relief de la commune est celui d'un plateau d'une altitude moyenne de 140 m. Le point culminant est à une altitude de 168 m, situé sur la limite nord-ouest de la commune, dans le prolongement du horst de Montalembert.
Le point le plus bas est à 120 m, situé sur la limite sud-est (bois des Vallons). Du fait de la nature karstique du sol, on trouve aussi quelques dépressions et gouffres. Le bourg est à 127 m d'altitude.

### Hydrographie

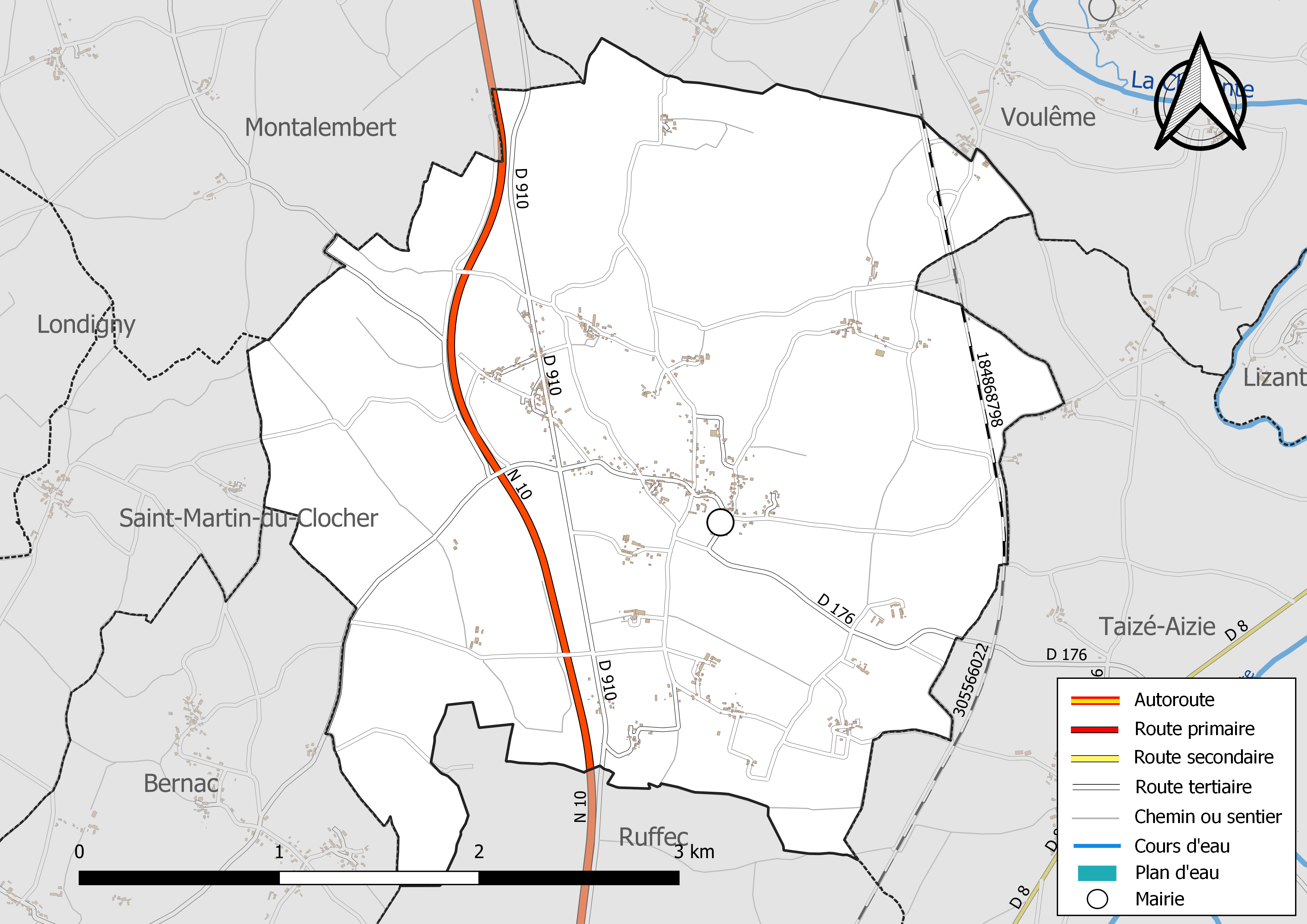
Réseaux hydrographique et routier des Adjots.

La commune est située dans  le bassin versant de la Charente au sein  du Bassin Adour-Garonne. Aucun cours d'eau permanent n'est répertorié sur la commune,.

### Climat
Comme dans les trois quarts sud et ouest du département, le climat est océanique aquitain, légèrement dégradé au nord du département aux abords du seuil du Poitou.

## Urbanisme

### Typologie
Au 1er janvier 2024, Les Adjots est catégorisée commune rurale à habitat dispersé, selon la nouvelle grille communale de densité à 7 niveaux définie par l'Insee en 2022.
Elle est située hors unité urbaine. Par ailleurs la commune fait partie de l'aire d'attraction de Ruffec, dont elle est une commune de la couronne,. Cette aire, qui regroupe 30 communes, est catégorisée dans les aires de moins de 50 000 habitants,.

### Occupation des sols
L'occupation des sols de la commune, telle qu'elle ressort de la base de données européenne d’occupation biophysique des sols Corine Land Cover (CLC), est marquée par l'importance des territoires agricoles (68,9 % en 2018), une proportion sensiblement équivalente à celle de 1990 (69,4 %). La répartition détaillée en 2018 est la suivante : 
terres arables (54,5 %), forêts (26,7 %), zones agricoles hétérogènes (14,5 %), zones urbanisées (4,4 %). L'évolution de l’occupation des sols de la commune et de ses infrastructures peut être observée sur les différentes représentations cartographiques du territoire : la carte de Cassini (XVIIIe siècle), la carte d'état-major (1820-1866) et les cartes ou photos aériennes de l'IGN pour la période actuelle (1950 à aujourd'hui).

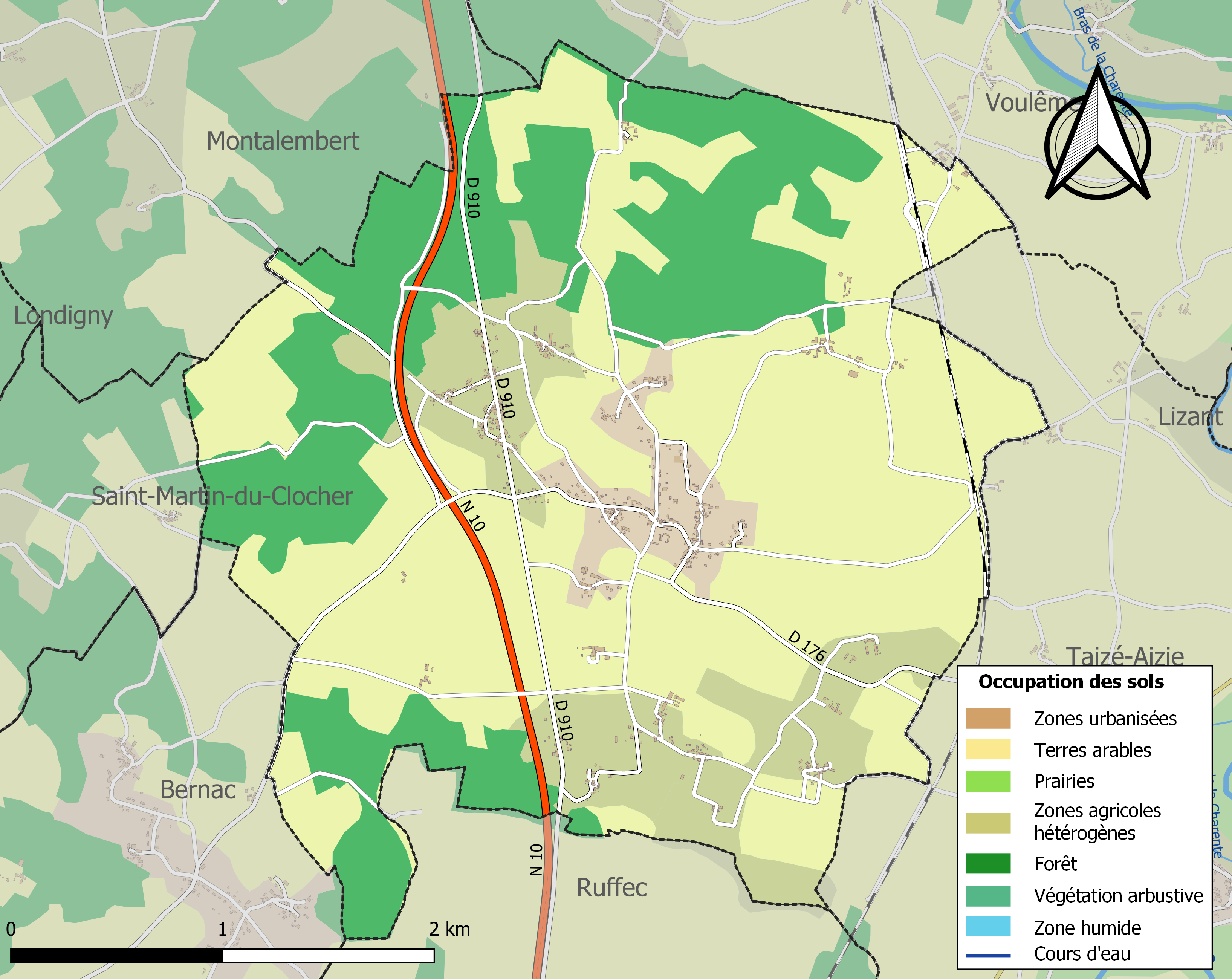
Carte des infrastructures et de l'occupation des sols de la commune en 2018 (CLC).

### Risques majeurs
Le territoire de la commune des Adjots est vulnérable à différents aléas naturels : météorologiques (tempête, orage, neige, grand froid, canicule ou sécheresse) et séisme (sismicité modérée). Il est également exposé à un risque technologique, le transport de matières dangereuses. Un site publié par le BRGM permet d'évaluer simplement et rapidement les risques d'un bien localisé soit par son adresse soit par le numéro de sa parcelle.

#### Risques naturels

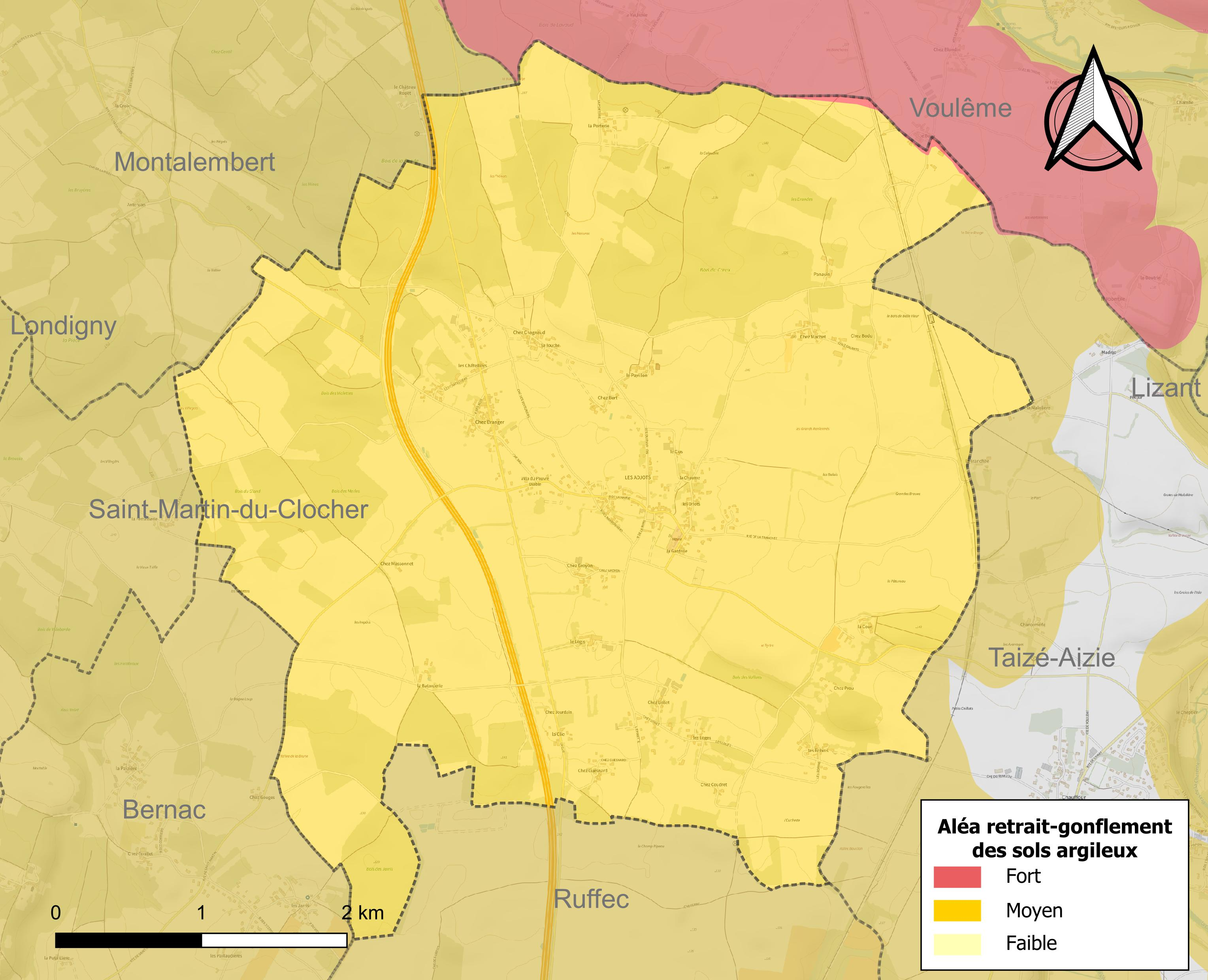
Carte des zones d'aléa retrait-gonflement des sols argileux des Adjots.

Le retrait-gonflement des sols argileux est susceptible d'engendrer des dommages importants aux bâtiments en cas d’alternance de périodes de sécheresse et de pluie. La totalité de la commune est en aléa moyen ou fort (67,4 % au niveau départemental et 48,5 % au niveau national). Sur les 291 bâtiments dénombrés sur la commune en 2019, 291 sont en aléa moyen ou fort, soit 100 %, à comparer aux 81 % au niveau départemental et 54 % au niveau national. Une cartographie de l'exposition du territoire national au retrait gonflement des sols argileux est disponible sur le site du BRGM,.
Par ailleurs, afin de mieux appréhender le risque d’affaissement de terrain, l'inventaire national des cavités souterraines permet de localiser celles situées sur la commune.
La commune a été reconnue en état de catastrophe naturelle au titre des dommages causés par les inondations et coulées de boue survenues en 1982, 1983 et 1999. Concernant les mouvements de terrains, la commune a été reconnue en état de catastrophe naturelle au titre des dommages causés par des mouvements de terrain en 1999.

#### Risques technologiques
Le risque de transport de matières dangereuses sur la commune est lié à sa traversée par une ou des infrastructures routières ou ferroviaires importantes ou la présence d'une canalisation de transport d'hydrocarbures. Un accident se produisant sur de telles infrastructures est susceptible d’avoir des effets graves sur les biens, les personnes ou l'environnement, selon la nature du matériau transporté. Des dispositions d’urbanisme peuvent être préconisées en conséquence.

## Toponymie
Attesté sous la forme latinisée Adjotis en 1280, qui pourrait être « les ajoncs ». Le mot bas-latin adjotum voulant dire : ajonc, terre couverte d'ajoncs.
La graphie actuelle s'explique par cette latinisation médiévale du mot vieux français ajou (XIIIe siècle) « ajonc », qui remonte en réalité à un prélatin *ajaugone > *ajon (d'où ajonc qui est graphié avec un c final par analogie avec jonc, issu du latin juncus) > ajou.
Il existe au moins deux variantes dialectales dans la région : ajaillon et jogue (forme féminine, issue de *ajauga) plus au sud.

## Histoire
Les photos aériennes montrent au lieu-dit le Tertre les marques d'une ancienne construction quadrangulaire d'origine indéterminée.
Aux XVIe et XVIIe siècles, Les Adjots étaient le siège d'une importante seigneurie qui appartenait à la famille d'Alloue, qui habitait au logis de la Bastarderie, situé en lisière de la forêt de Ruffec.

## Politique et administration

### Liste des maires
Créée en 1793, Les Adjots est passée de l'arrondissement d'Angoulême à l'arrondissement de Confolens le 1er janvier 2008.
| Période                                  | Période  | Identité        | Étiquette | Qualité                         |
| ---------------------------------------- | -------- | --------------- | --------- | ------------------------------- |
| Les données manquantes sont à compléter. |          |                 |           |                                 |
| 1995                                     | 2008     | Josette Pacton  |           |                                 |
| 2008                                     | 2020     | Francis Grimaud | SE        | Retraité cadre Sécurité sociale |
| 2020                                     | En cours | Alain Dunoyer   |           |                                 |

### Tendances politiques et résultats

#### Élection présidentielle de 2002 (second tour)
Inscrits : 344 - Abst. : 16,2 % - Jacques Chirac : 226 voix (83,70 %) - Jean-Marie Le Pen : 44 voix (16,30 %)

#### Élection présidentielle de 2007 (second tour)
Inscrits : 309 - Abst. : 11,33 % - Ségolène Royal : 150 voix (56,82 %) - Nicolas Sarkozy : 114 voix (43,18 %)

#### Élection présidentielle de 2012 (second tour)
Inscrits : 340 - Abst. : 14,71 % - François Hollande : 164 voix (63,08 %) - Nicolas Sarkozy : 96 voix (36,92 %)
(source : Ministère de l'Intérieur[réf. incomplète])

## Démographie

### Évolution démographique
L'évolution du nombre d'habitants est connue à travers les recensements de la population effectués dans la commune depuis 1793. Pour les communes de moins de 10 000 habitants, une enquête de recensement portant sur toute la population est réalisée tous les cinq ans, les populations de référence des années intermédiaires étant quant à elles estimées par interpolation ou extrapolation. Pour la commune, le premier recensement exhaustif entrant dans le cadre du nouveau dispositif a été réalisé en 2006.

En 2022, la commune comptait 532 habitants, en évolution de +0,57 % par rapport à 2016 (Charente : −0,48 %, France hors Mayotte : +2,11 %).
| 1793 | 1800 | 1806 | 1821 | 1831 | 1841 | 1846 | 1851 | 1856 |
| ---- | ---- | ---- | ---- | ---- | ---- | ---- | ---- | ---- |
| 661  | 683  | 646  | 749  | 896  | 821  | 864  | 942  | 879  |

| 1861 | 1866 | 1872 | 1876 | 1881 | 1886 | 1891 | 1896 | 1901 |
| ---- | ---- | ---- | ---- | ---- | ---- | ---- | ---- | ---- |
| 810  | 781  | 744  | 727  | 690  | 690  | 695  | 601  | 593  |

| 1906 | 1911 | 1921 | 1926 | 1931 | 1936 | 1946 | 1954 | 1962 |
| ---- | ---- | ---- | ---- | ---- | ---- | ---- | ---- | ---- |
| 580  | 562  | 520  | 512  | 502  | 494  | 469  | 512  | 513  |

| 1968 | 1975 | 1982 | 1990 | 1999 | 2006 | 2011 | 2016 | 2021 |
| ---- | ---- | ---- | ---- | ---- | ---- | ---- | ---- | ---- |
| 488  | 515  | 453  | 448  | 390  | 440  | 509  | 529  | 529  |

| 2022 | - | - | - | - | - | - | - | - |
| ---- | - | - | - | - | - | - | - | - |
| 532  | - | - | - | - | - | - | - | - |

Après avoir perdu 45 % de sa population de 1851 à 1921, les Adjots a stabilisé sa démographie entre 390 et 530 habitants.

### Pyramide des âges
La population de la commune est relativement jeune.
En 2018, le taux de personnes d'un âge inférieur à 30 ans s'élève à 36,3 %, soit au-dessus de la moyenne départementale (30,2 %). À l'inverse, le taux de personnes d'âge supérieur à 60 ans est de 26,1 % la même année, alors qu'il est de 32,3 % au niveau départemental.
En 2018, la commune comptait 275 hommes pour 247 femmes, soit un taux de 52,68 % d'hommes, largement supérieur au taux départemental (48,41 %).
Les pyramides des âges de la commune et du département s'établissent comme suit.
| Hommes | Classe d’âge | Femmes |
| ------ | ------------ | ------ |
| 0,7    | 90 ou +      | 0,8    |
| 8,0    | 75-89 ans    | 5,7    |
| 19,0   | 60-74 ans    | 17,8   |
| 16,6   | 45-59 ans    | 19,7   |
| 19,0   | 30-44 ans    | 20,2   |
| 16,5   | 15-29 ans    | 14,3   |
| 20,1   | 0-14 ans     | 21,6   |

| Hommes | Classe d’âge | Femmes |
| ------ | ------------ | ------ |
| 1      | 90 ou +      | 2,7    |
| 9,2    | 75-89 ans    | 12     |
| 20,6   | 60-74 ans    | 21,3   |
| 20,7   | 45-59 ans    | 20,3   |
| 16,8   | 30-44 ans    | 16     |
| 15,6   | 15-29 ans    | 13,4   |
| 16,1   | 0-14 ans     | 14,3   |

## Économie
Les Adjots est une commune agricole avec quelques artisans, tracto-services, maçons, peintre.
Au bourg se trouve une épicerie.

## Équipements et services

### Enseignement
L'école est un regroupement pédagogique intercommunal entre Les Adjots et Taizé-Aizie, qui accueillent chacune une école élémentaire.

### Médico-social
L'IME Marc-Signac se trouve à La Cour.

### Autres services
Ils sont tous à Ruffec à 8,5 km.

## Vivre aux Adjots

### Sports
Le club de foot est une entente entre Taizé-Aizie et les Adjots.

### Fête communale et patronale
La fête communale est à Pâques et la fête patronale le dimanche suivant le 14 juillet.

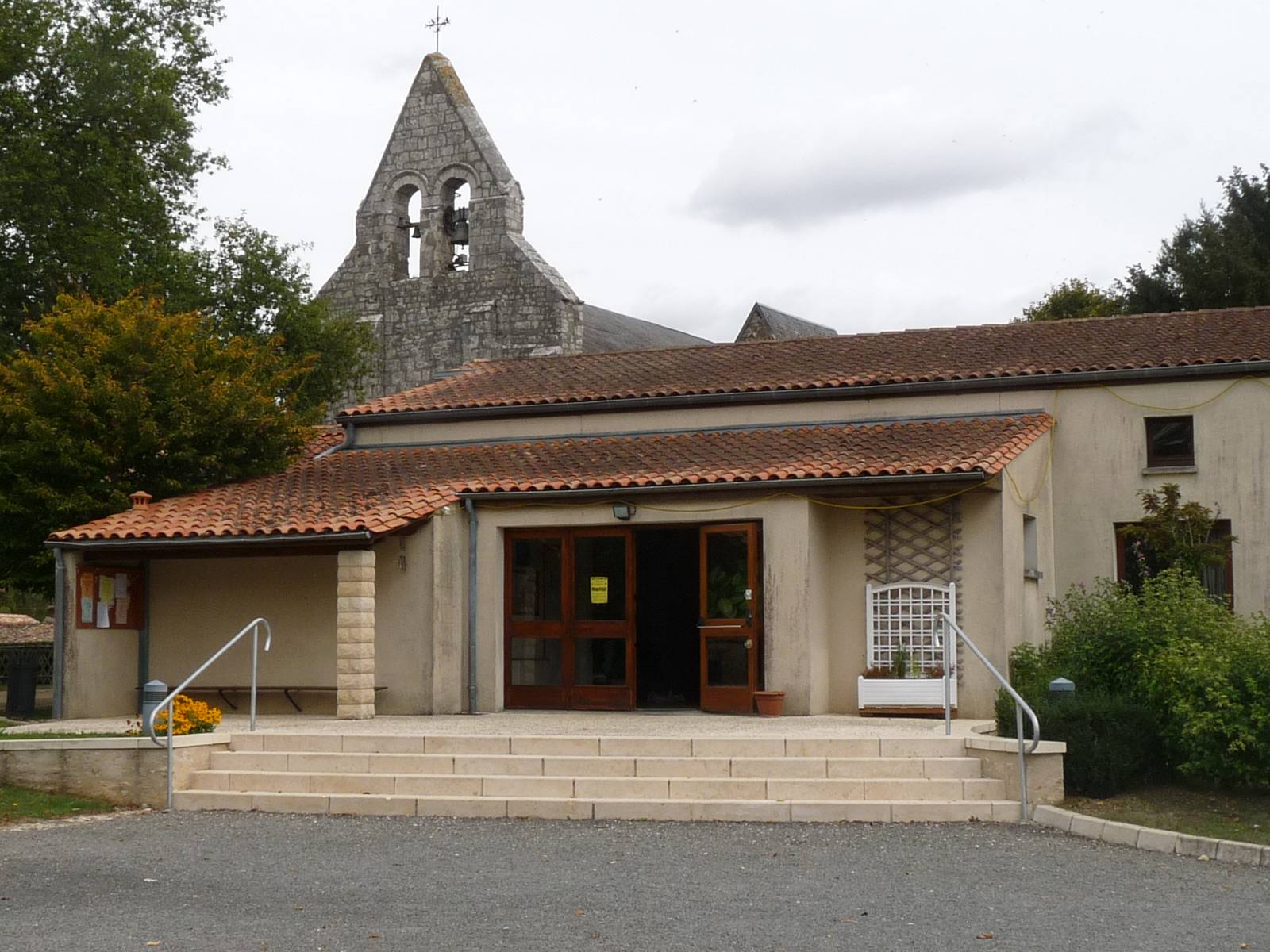
La salle des fêtes.
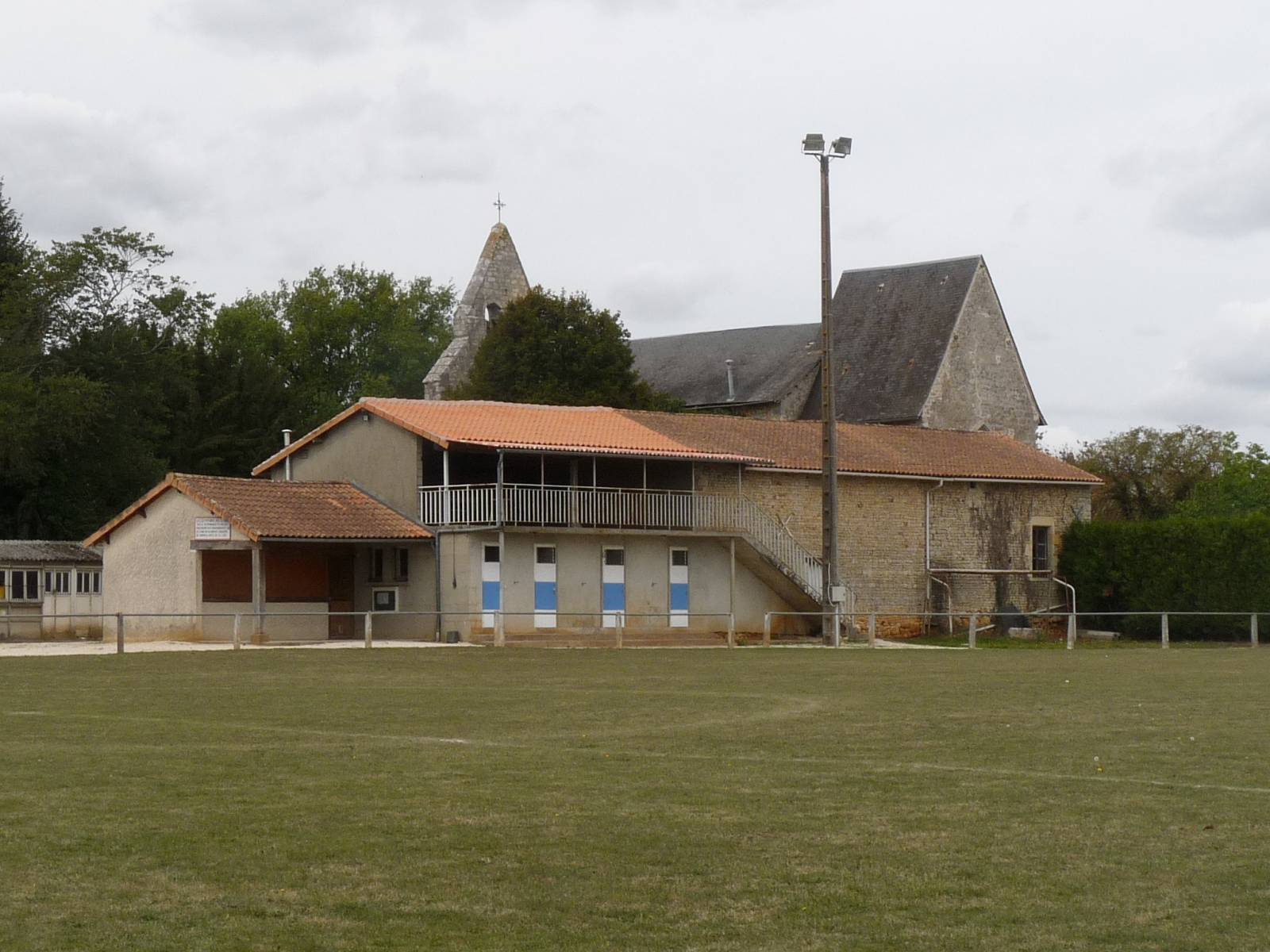
Le stade.

## Lieux et monuments

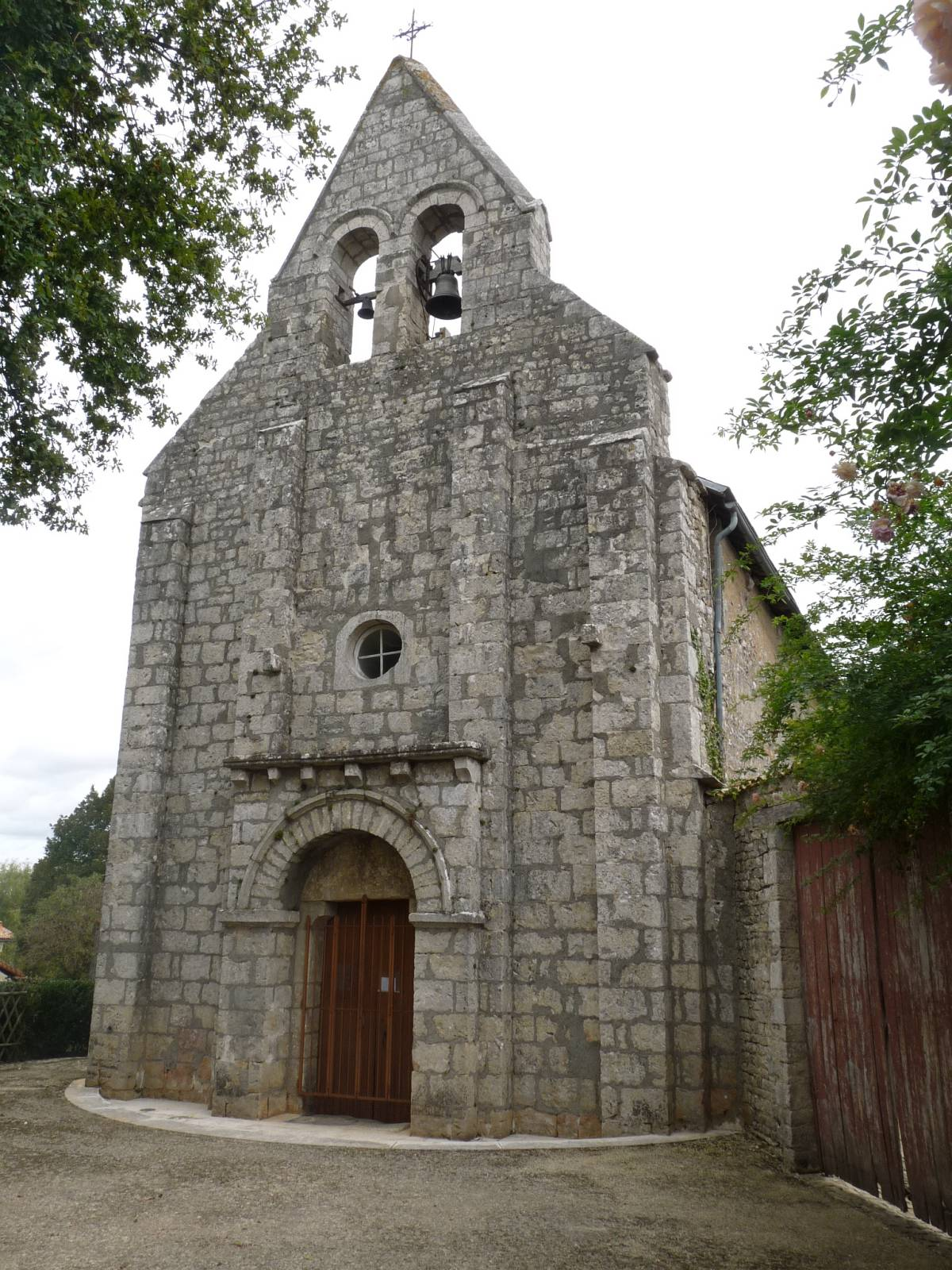
L'église des Adjots.

L'église paroissiale Saint-Laurent était le siège d'une cure dont l'origine remonte au XIe siècle. Elle fut fondée et construite par l'abbaye de Nanteuil dont elle dépendait. Elle a été souvent remaniée, et restaurée au XIXe siècle.
La tour du Pavillon daterait du XVIIe siècle.